# 沃尔默朗日莱布莱
沃尔默朗日莱布莱（法語：Volmerange-lès-Boulay，法語發音：[vɔlməʁɑ̃ʒ lɛ bulɛ]，意为“布莱附近的沃尔默朗日”；洛林法兰克语：Wolmeringen）是法国摩泽尔省的一个市镇，属于福尔巴克-布莱摩泽尔区。

## 地理
沃尔默朗日莱布莱（49°10'6"N, 6°26'52"E）面积5.96 平方千米，位于法国大東部大區摩泽尔省，该省份为法国东北部内陆省份，是洛林的一部分，西南接默尔特-摩泽尔省，东临下莱茵省，北与卢森堡和德国接壤。
与沃尔默朗日莱布莱接壤的市镇（或旧市镇、城区）包括：孔代-诺尔滕、埃尔斯特罗夫、安康日。

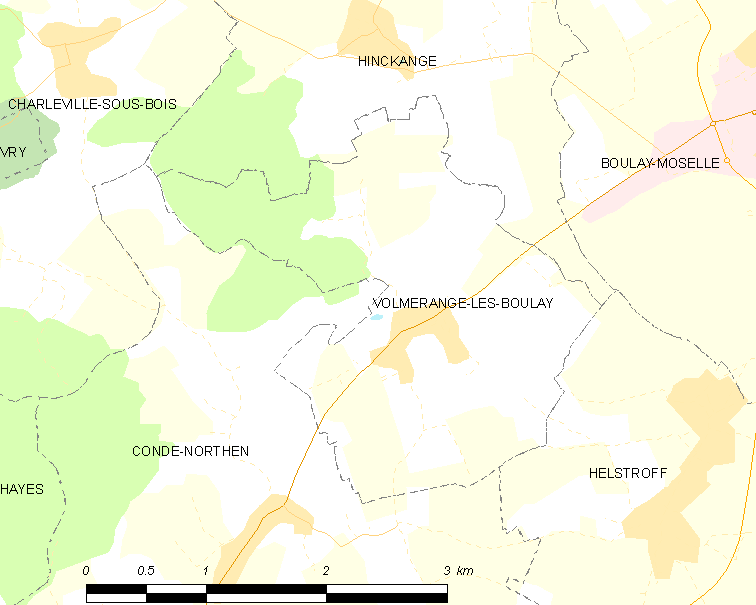
沃尔默朗日莱布莱的OSM定位图

沃尔默朗日莱布莱的时区为UTC+01:00、UTC+02:00（夏令时）。

## 行政
沃尔默朗日莱布莱的邮政编码为57220，INSEE市镇编码为57730。

## 政治
沃尔默朗日莱布莱所属的省级选区为布莱摩泽尔县。

## 人口

1962-2008年间沃尔默朗日莱布莱人口变化图示

沃尔默朗日莱布莱于2022年1月1日时的人口数量为553人。